# Jamalganj
Jamalganj è un sottodistretto (upazila) del Bangladesh situato nel distretto di Sunamganj, divisione di Sylhet. Si estende su una superficie di 338,74 km² e conta una popolazione di 107.771 abitanti (dato censimento 1991).